# Rivière Famine
La rivière Famine coule dans la région administrative de Chaudière-Appalaches, au Québec, au Canada. Son cours traverse les municipalités régionales de comté (MRC) de :
- MRC Les Etchemins : municipalités de Saint-Prosper (Québec), Saint-Benjamin, Sainte-Rose-de-Watford, Lac-Etchemin (secteur de « Sainte-Germaine-du-Lac-Etchemin »), Sainte-Justine ;
- MRC Beauce-Sartigan : municipalité de Saint-Georges-de-Beauce.

C'est un affluent de la rive est de la rivière Chaudière, laquelle coule vers le nord pour se déverser sur la rive sud du fleuve Saint-Laurent. Elle s'avère un des plus importants affluents de la rivière Chaudière, avec la rivière Beaurivage et le Bras Saint-Victor.

## Géographie

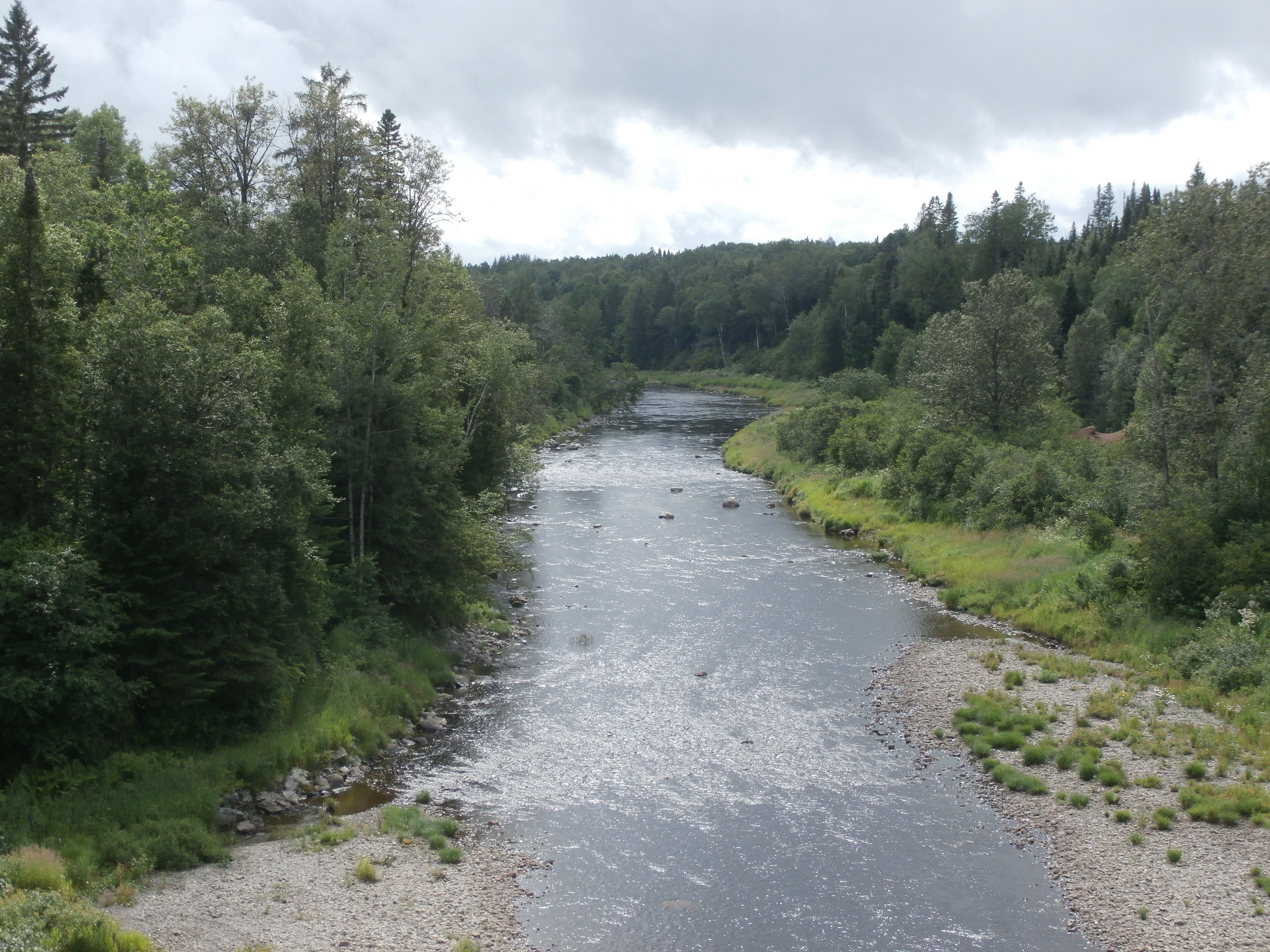
Rivière Famine au pont de la route 275.

La rivière Famine coule vers le sud-ouest sur plus de 50 km. Le chemin de fer du Canadien Pacifique a été aménagé dans cette vallée, sur la rive nord de la rivière Famine.
La rivière Famine prend sa source du côté sud-ouest de la route du 1er rang à 1,2 km au nord du village de Sainte-Justine. Cette source est située du côté ouest de la ligne de partage des eaux avec le bassin versant de la rivière du Onze dont le courant se déverse successivement dans la rivière Daaquam et le fleuve Saint-Jean (Maine).
À partir de sa source, la rivière Famine coule sur 50,5 km répartis selon les segments suivants :
- Partie supérieure de la rivière Famine (segment de 27,2 km)
  - 2,2 km vers le sud-ouest, jusqu'à la limite des cantons de Langevin (Sainte-Justine) et de Ware (Lac-Etchemin) ;
  - 3,3 km vers le sud-ouest, jusqu'à la limite de l'ancienne municipalité de Sainte-Germaine-du-Lac-Etchemin ;
  - 2,6 km vers le sud-ouest, jusqu'à la route 277, qu'elle coupe du côté sud du village de Sainte-Germaine-Station ;
  - 3,1 km vers le sud-ouest, jusqu'à la route de la Grande Ligne Nord qui démarque les municipalités de Lac-Etchemin et de Sainte-Rose-de-Watford ;
  - 4,6 km vers le sud-ouest, jusqu'à la route de la Station, au village de Sainte-Rose-Station ;
  - 0,5 km vers le sud-ouest, jusqu'à la confluence de la rivière à la Raquette (venant du nord-ouest) ;
  - 4,6 km vers le sud-ouest, jusqu'à un pont routier, reliant la route du rang de la Famine (côté nord-ouest) et la route du rang de la Famine Sud ;
  - 3,3 km vers le sud-ouest, jusqu'à un pont routier ;
  - 3,0 km vers le sud-ouest, jusqu'à la confluence de la rivière Veilleux (venant de l'est) ; ce segment constitue la limite entre les municipalités de Saint-Benjamin (côté nord) et Saint-Prosper ;

- Partie inférieure de la rivière Famine (segment de 23,3 km). À partir de la confluence de la rivière Veilleux, la rivière Famine coule sur :
  - 2,5 km vers l'ouest, en recueillant les eaux du ruisseau Noir (venant du nord), jusqu'à la route 275 ;
  - 7,2 km vers le sud-ouest, jusqu'à la confluence de la rivière des Abénaquis ;
  - 2,0 km vers le sud-ouest, jusqu'à la limite municipale entre Saint-Prosper et Saint-Georges-de-Beauce ;
  - 3,0 km vers le sud-ouest, jusqu'à la confluence de la rivière Cumberland (venant du nord) ;
  - 2,3 km vers le sud-ouest, jusqu'à la confluence du "ruisseau de la Simonne" (venant du sud-est) ;
  - 1,4 km vers le sud-ouest, jusqu'à la confluence du ruisseau Savane (venant du sud-est) ;
  - 4,6 km vers le sud-ouest, en traversant la partie nord de la ville de Saint-Georges-de-Beauce, jusqu'à la route du Président Kennedy ;
  - 0,3 km vers l'ouest, jusqu'à sa confluence.

La rivière Famine possède plusieurs tributaires, notamment les rivières rivière Cumberland, des Abénaquis, à Veilleux et à rivière à la Raquette.
Son bassin versant est de 696 km2. Son débit moyen est de 15,14 m3/s.
La rivière Famine se jette sur la rive est de la rivière Chaudière à Saint-Georges, près de la pointe Sainte-Barbe. Au confluent de la rivière Famine avec la rivière Chaudière, le petit hameau de Sartigan, était peuplé par des familles amérindiennes et quelques familles canadiennes-françaises qui effectuaient les premiers défrichements de la seigneurie Aubin-De L'Isle, vers les années 1700.

## Toponymie
Le toponyme « rivière Famine » a été officialisé le 5 décembre 1968 à la Commission de toponymie du Québec.
Sur une carte de 1665, la rivière est indiquée sous l'appellation Mesakkikkan. Un peu plus tard, on trouve Mataka, ce dernier terme comportant l'idée de confluence. Quant à Famine, la première mention semble être celle de la carte de Jeremiah McCarthy, en 1792. On la trouve aussi sur la carte de Gale et Duberger de 1795. Certains pensent que le nom Famine fait allusion à l'étiage très prononcé que connaît généralement la rivière en été et qui se remarque surtout sous le pont qui l'enjambe près de son embouchure. Avant la construction du pont, on la traversait à gué.
Il est plus vraisemblable cependant de penser que le nom se rattache aux mésaventures des troupes affamées de Benedict Arnold, qui s'y arrêtèrent dans les premiers jours de novembre 1775 et qui furent heureuses de se ravitailler à Sartigan. Là se trouvaient, en effet, un campement d'Abénaquis et quelques familles françaises en train d'effectuer les premiers défrichements de la seigneurie Aubin-De L'Isle. Le rapprochement des dates et l'usage constant du nom depuis le début du XIXe siècle plaident en faveur de cette seconde explication,.